# Morphopsis astrolabensis
Morphopsis astrolabensis är en fjärilsart som beskrevs av Hans Ferdinand Emil Julius Stichel 1905. Morphopsis astrolabensis ingår i släktet Morphopsis och familjen praktfjärilar. Inga underarter finns listade i Catalogue of Life.